# Caeca et obdurata
 (octobre 2011).

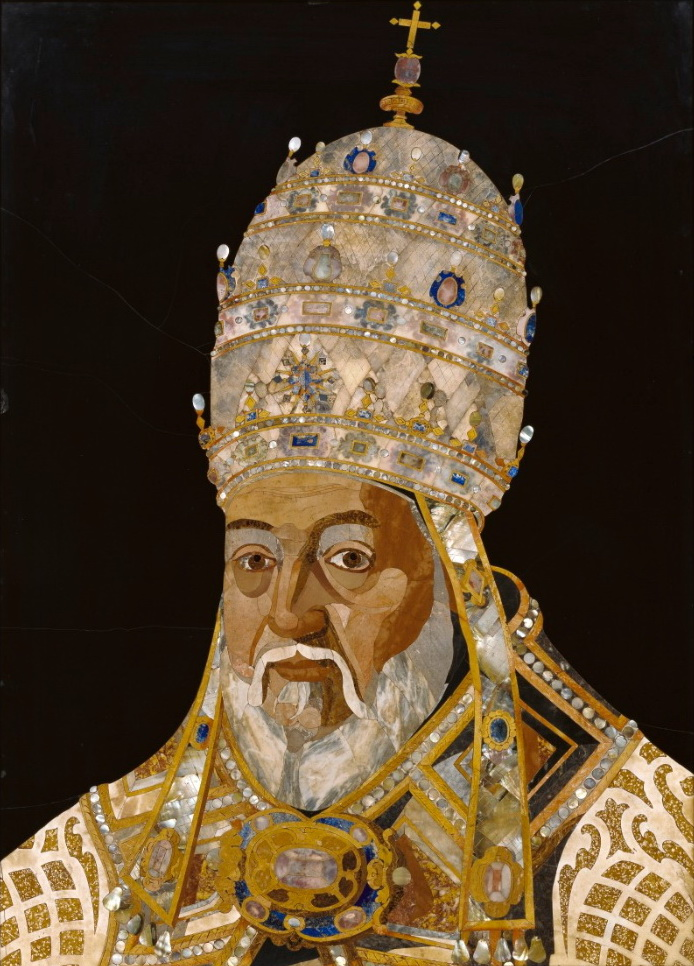
Le pape Clément VIII

Caeca et obdurata  est une bulle pontificale rédigée par le pape Clément VIII et nommée d'après ses premiers mots : « La perfidie aveugle et insensible des Hébreux est non seulement ingrate envers le Seigneur et le Rédempteur de l'espèce humaine qui leur fut promis et naquit de la semence de David, mais encore elle ne reconnaît pas la miséricorde envers eux de l'Église qui attend patiemment leur conversion. » En latin: « Caeca et obdurata Hebraeorum perfidia, non solum ingrata est in Dominum, ac Redemptorem humani generis Iesum Christum Dei Filium ipsis promissum, et ex semine David secundum carnem natum, sed neque etiam sanctae Matris Ecclesiae, ipsorum conversionem, patienter expectantis, magnam erga eos misericordiam agnoscit […] »). Elle est datée du 25 février 1593.

## Directives
Au début de la bulle le pape Clément VIII accuse les Juifs de faire injure à l'Église catholique pour la grâce qu'elle leur offre, et de ne pas cesser de commettre quotidiennement nombre d'infamies détestables au détriment des chrétiens qui les tolèrent bénignement et les acceptent. Clément VIII, ému par les graves plaintes qui lui parviennent,  se sent obligé de  traiter ce mal avec un remède convenable.
Dans §1 et §2, le pape rappelle les bulles Cum nimis absurdum de Paul IV et Hebraeorum gens de Pie V, par laquelle les Juifs furent expulsés de tous les domaines des États pontificaux sauf Rome et Ancône.
Dans §3, le pape accuse les Juifs d'avoir arraché à ses prédécesseurs quelques  permissions et de les avoir abusés. Selon Clément VIII, ils ont ruiné et harcelé beaucoup d'habitants des États pontificaux et les ont dépossédés de leurs biens (en latin: « plurimos cives et incolas ditionis temporalis ecclesiasticae, ubi commorantur, misere exhauserint, circumvenerint, bonis spoliaverint »), à l'encontre des lois divines, naturelles et humaines par de hautes et graves usures qu'ils exigent des indigents, par des monopoles illicites, des fraudes et des ruses dans le rassemblement (des usures). Ainsi ils ont réduit surtout des gens simples à la mendicité et presque à l'esclavage (en latin: « tenuis potissimum fortunae homines, praesertim rusticos et simplices, non solum ad extremam inopiam et mendicitatem, sed propemodum in servitutem redegerint »). Selon le pape, les Juifs offrent leurs services aux vauriens pour que ces derniers commettent des crimes (en latin: « perdito cuique ac nequissimo in facinoribus patrandis suam licentissime operam et quamcumque potuerunt opem praestiterunt »).
§4 : Motivé par ces graves raisons, le pape décide d'expulser une telle nation, dont l'expérience montre qu'on peut en attendre bien plus de mal que de bien (en latin: « huiusmodi nationem a plerisque ex nostris Populis, apud quos experientia docuit eam multo plus detrimenti afferre, quam boni ab ipsa sperari queat, censuimus omnino expellendam »). Cependant, pour ne la pas détourner vers des gens qui ne connaissent pas le Christ, le pape ne la bannit pas des États voisins. Il confirme toutes les constitutions et lettres de Paul IV et de Pie V.
§5 : En apprenant quelle pieuse et bénigne indulgence fut accordée aux Juifs par ses prédécesseurs qui espéraient prémunir les chrétiens contre la malice juive, Clément VIII décide de révoquer, abolir et annuler les privilèges et permissions données par Pie IV, Sixte V et d'autres pontifes dans la mesure où elles contredisent les lettres de Clément VIII, de Paul IV ou de Pie V.
§6 : Le pape accorde aux Juifs trois mois à dater de la publication de ce document pour quitter tous les domaines des États pontificaux. Si quelqu'un était rattrapé après ce délai de trois mois, il serait privé de toutes ses possessions, et s'il peut le supporter selon son âge et son état, servirait sur les trirèmes  pour le reste de sa vie (en latin: « Eorum unusquisque, qui aetate et corporis viribus satis firmis ad eam poenam sustinendam reperietur, ad triremes quoad vixerit sit eo ipso damnatus »). Cela ne concerne ni les Juifs qui vivent à Rome, Avignon ou Ancône ni ceux qui veulent revenir pour faire du négoce avec l'Orient.
Dans §7, le pape exhorte ceux parmi les Juifs qui vont rester, à observer les constitutions de Paul IV et Pie V.
Dans §8 le pape ordonne l'exécution de ces lettres aux légats et aux autorités publiques.